# Conjunto huasteco
El conjunto huasteco es un tipo de ensamble tradicional mexicano. Normalmente consta de guitarra huapanguera, jarana huasteca y violín, pero puede tener también otros violines y guitarras. 
Su repertorio abarca sones huastecos en 3/4 y 6/8, y rancheras.